# Parasagitta elegans
Espèce
Synonymes
Sagitta elegans Verrill, 1873
Parasagitta elegans est une espèce de chétognathes de l'ordre des Aphragmophora et de la famille Sagittidae.